# Campionati mondiali di tiro con l'arco indoor 1995
I campionati mondiali di tiro con l'arco indoor 1995 sono la 3ª edizione della competizione. Si sono svolti a Birmingham, nel Regno Unito.

## Medagliere
| Pos.   | Nazione     | Oro | Argento | Bronzo | Totale |
| ------ | ----------- | --- | ------- | ------ | ------ |
| 1      | Stati Uniti | 5   | 1       | 0      | 6      |
| 2      | Svezia      | 1   | 2       | 0      | 3      |
| 3      | Ucraina     | 1   | 0       | 0      | 1      |
| 3      | Moldavia    | 1   | 0       | 0      | 1      |
| 5      | Francia     | 0   | 3       | 0      | 3      |
| 6      | Moldavia    | 0   | 2       | 0      | 2      |
| 7      | Italia      | 0   | 0       | 4      | 4      |
| 8      | Turchia     | 0   | 0       | 1      | 1      |
| 8      | Regno Unito | 0   | 0       | 1      | 1      |
| 8      | Paesi Bassi | 0   | 0       | 1      | 1      |
| Totale | Totale      | 8   | 8       | 8      | 24     |

## Podi

### Arco ricurvo
| Evento                   | Oro               | Argento         | Bronzo            |
| Individuale maschile     | Magnus Pettersson | Sebastian Flute | Fred van Zutphen  |
| Individuale femminile    | Natalia Valeeva   | Patricia Michel | Natalia Nasaridze |
| Gara a squadre maschile  | Stati Uniti       | Francia         | Italia            |
| Gara a squadre femminile | Ucraina           | Russia          | Italia            |

### Arco compound
| Evento                   | Oro               | Argento        | Bronzo          |
| Individuale maschile     | Michael Hendriske | Niels Baldur   | Dee Wilde       |
| Individuale femminile    | Glenda Peňáz      | Petra Eriksson | Nichola Simpson |
| Gara a squadre maschile  | Stati Uniti       | Paesi Bassi    | Italia          |
| Gara a squadre femminile | Stati Uniti       | Svezia         | Italia          |